# Sokil, Halîci
Sokil (în ucraineană Сокіл) este un sat în comuna Komariv din raionul Halîci, regiunea Ivano-Frankivsk, Ucraina.

## Demografie
Componența lingvistică a localității Sokil
     Ucraineană (99,59%)
     Alte limbi (0,41%)
Conform recensământului din 2001, majoritatea populației localității Sokil era vorbitoare de ucraineană (99,59%), existând în minoritate și vorbitori de alte limbi.